# Munnekemoer
Munnekemoer (52° 51′ N, 7° 05′ L) é uma cidade dos Países Baixos, na província de Groninga. Munnekemoer pertence ao município de Westerwolde, e está situada a 14 km, a nordeste de Emmen.
A área de Munnekemoer, que também inclui as partes periféricas da cidade, bem como a zona rural circundante, tem uma população estimada em 180 habitantes.